# Hveragerði
Hveragerði er en mindre by på Island, beliggende ca. 40 km øst for hovedstaden Reykjavík.

## Væksthuse
Byen er kendt for sine store væksthuse, der opvarmes ved hjælp af varme, der hentes op fra undergrunden. I væksthusene fremdrives frugt og grønt i stor stil, selv bananer drives frem under de store glasarealer. Byen har den statslige gartneriuddannelse.

## Varme kilder
Midt inde i byen, tæt op ad kirken, ligger et areal med varme kilder og med stor termisk aktivitet, idet byen ligger direkte ovenpå et af de vulkanske områder.
Byen har et stort friluftsbad med bl.a. sauna, som opvarmes ved varmt vand fra undergrunden.

## Befolkningstilvækst
Hveragerði har gennem de senere år haft en mærkbar befolkningstilvækst, som i perioden fra 1997 til 2005 har været på 31%, så indbyggertallet (2006) er på ca. 2.200 personer.

## Links
- Byens hjemmeside – på engelsk